# Plantago hookeriana
Plantago hookeriana är en grobladsväxtart som beskrevs av Fisch. och Mey.. Plantago hookeriana ingår i släktet kämpar, och familjen grobladsväxter. Inga underarter finns listade i Catalogue of Life.